# Conjunt de mesura nul·la
En matemàtiques, i més específicament en la teoria de la integració, un conjunt de mesura nul·la o conjunt de mesura zero és un conjunt que és negligible en un sentit que cal precisar, però que té a veure amb el fet que ocupa un espai insignificant. Per exemple, dins la recta real, un conjunt finit té mesura nul·la, o dins el pla real una recta, o més generalment una corba regular, tenen mesura nul·la. Es pot parlar de conjunts de mesura nul·la en un espai euclidià, en una varietat topològica, o en un espai mesurable; en qualsevol d'aquests casos la definició de conjunt de mesura nul·la està vinculada a un concepte de mesura o integral. A vegades també s'utilitza la denominació de conjunt negligible en contextos similars.

## Conjunts de mesura nul·la en un espai euclidiàRn
Encara que la definició de conjunt de mesura nul·la està vinculada a una mesura, no és necessària la teoria de la mesura per a definir-ho a l'espai euclidià Rn, que de fet està dotat d'una mesura canònica, la mesura de Lebesgue. L'únic que cal saber és mesurar la llargada d'un interval de R, l'àrea d'un rectangle de R2, el volum d'un ortòedre de R3, etc.
Anomenem rectangle de Rn un subconjunt A que és producte d'intervals compactes:
{\displaystyle A=[a_{1},b_{1}]\times \ldots \times [a_{n},b_{n}]},
i mesura o volum (mesura o volum n-dimensional, per ser més precisos) de A el nombre
{\displaystyle \mu (A)=(b_{1}-a_{1})\cdot \ldots \cdot (b_{n}-a_{n})}.
Aleshores, un subconjunt T de Rn és un conjunt de mesura nul·la o conjunt de mesura zero si
per a tot nombre real ε > 0, es pot recobrir T amb una família numerable de rectangles tals que la suma de les seves mesures sigui < ε.
És a dir, si per a tot ε > 0 hi ha una successió de rectangles (Rk) de Rn tal que 
{\displaystyle T\subset \cup _{k}R_{k}} i {\displaystyle \sum _{k}\mu (R_{k})<\varepsilon }.
Evidentment, qualsevol subconjunt d'un conjunt de mesura nul·la és de mesura nul·la.
Alguns exemples importants:
- Els conjunts finits, i, més generalment, els conjunts numerables de Rn, tenen mesura nul·la. En particular, el conjunt Q de nombres racionals és un conjunt de mesura nul·la dins R, malgrat ser-hi dens.
- El conjunt de Cantor és un exemple de subconjunt no numerable de R de mesura nul·la.
- Les varietats lineals de dimensió < n dins Rn tenen mesura nul·la. Per exemple les rectes són conjunts de mesura nul·la dins R², i els plans són conjunts de mesura nul·la dins R3.

Si f: U → Rn és una funció de classe C¹ definida en un obert U de Rn i N és un subconjunt de U de mesura nul·la, llavors f(N) també té mesura nul·la. A conseqüència d'això, 
- Qualsevol subvarietat regular de Rn de dimensió < n té mesura nul·la. Per exemple, una corba regular és un conjunt de mesura nul·la en R², i una corba regular o una superfície regular ho són dins R3.

Si g: A → R és una funció uniformement contínua sobre un subconjunt fitat A de Rn-1, llavors el seu graf és un conjunt de mesura nul·la dins Rn.

## Conjunts de mesura nul·la en una varietat diferenciable
Sigui M una varietat diferenciable amb base numerable d'oberts, de dimensió m.
Un subconjunt A de M es diu conjunt de mesura nul·la si, per a tot punt x de M, hi ha una carta (U,φ) de M en x tal que {\displaystyle \varphi (U\cap A)\subset \mathbf {R} ^{m}} és de mesura nul·la (això no depèn de la carta utilitzada).
Les subvarietats regulars de M de dimensió estrictament menor que m són conjunts de mesura nul·la.
Si f: M → N és una aplicació de classe C¹ i dim(M) < dim(N), aleshores f(M) és un conjunt de mesura nul·la.
Segons el lema de Sard, el conjunt dels valors crítics d'una funció llisa té mesura zero.

## Conjunts de mesura nul·la en un espai mesurable
Sigui X un espai mesurable, μ una mesura en X, i sigui N un subconjunt mesurable de X. Si μ és positiva, llavors N és de mesura nul·la si la seva mesura μ(N) és zero. Si μ no és positiva, llavors N és de mesura μ-nul·la si ho és respecte a |μ|; equivalentment, si cada subconjunt mesurable A de N satisfà μ(A) = 0. Per a mesures positives, això és equivalent a la definició donada a dalt; però per a mesures signades, això és més fort que simplement demanar que μ(N) = 0.
Un conjunt no mesurable es considera de mesura nul·la si és un subconjunt d'un conjunt mesurable de mesura nul·la. Tanmateix algunes referències exigeixen que un conjunt de mesura nul·la sigui mesurable.
Per a subconjunts de l'espai euclidià Rn, la definició donada anteriorment correspon a usar la mesura de Lebesgue.

## Propietats
El conjunt buit és sempre un conjunt de mesura nul·la. Més generalment, qualsevol unió numerable de conjunts de mesura nul·la té mesura nul·la. Qualsevol subconjunt mesurable d'un conjunt de mesura nul·la té mesura nul·la. Plegats, aquests fets mostren que els conjunts de m-mesura nul·la de X formen un sigma-ideal en X. Semblantment, els conjunts mesurables de mesura nul·la formen un sigma-ideal de la sigma-algebra dels conjunts mesurables.

## Usos
Els conjunts de mesura nul·la tenen una importància cabdal en la definició de la integral de Lebesgue i en la definició dels espais Lp. Si dues funcions f i g són igual excepte en un conjunt de mesura nul·la, llavors f és integrable si i només si g ho és, i les seves integrals són iguals.
Una mesura en la qual tots els subconjunts dels conjunts de mesura nul·la són mesurables es diu completa. Qualsevol mesura no completa es pot completar per formar una mesura completa establint que els subconjunts dels conjunts de mesura nul·la també tenen mesura nul·la. La mesura Lebesgue és un exemple d'una mesura completa, i en algunes construccions es defineix com la compleció d'una mesura no completa.